# Dneprbaltere
Dneprbalterne eller Dnjeprbalterne er en teoretisk undergruppe af de østbaltere, der boede nær floden Dnepr i bronzealderen, og senere blev assimileret af slaverne.
Dneprbalterne blev undersøgt af arkæologen Marija Gimbutas, den litauiske sprogforsker Kazimieras Buga, og af de russiske videnskabsmænd Vladimir Toporov og Oleg Trubachev, som analyserede hydronymer i det øvre Dnepr bassin. De har fundet næsten 800 hydronymer, der eventuelt er af baltisk eller baltoslavisk oprindelse.
| Historie | Spire Denne historieartikel er en spire som bør udbygges. Du er velkommen til at hjælpe Wikipedia ved at udvide den. |